# 강남 스캔들
《강남 스캔들》은 2018년 11월 26일부터 2019년 5월 17일까지 방영되었던 SBS 아침연속극이었다.

## 기획 의도
엄마의 수술비를 벌기 위해 철부지 재벌 상속남을 사랑하는 척했던 여자가 그 남자를 진짜로 사랑하게 되는 이야기로, 재벌의 민낯과 그들의 변화를 통해 사랑의 소중함을 알리는 좌충우돌 눈물 로맨스 드라마

## 등장인물
- (†) 표시는 드라마 상에서 최종적으로 고인이 된 인물이다.

### 주요 인물
- 신고은(은소유) : (아역 김지유) - LX엔터 스타일리스트 → 공모전 당선자 → TF팀 사원 → 최서준의 아내, 최속초의 엄마
- 임윤호(최서준) : (아역 김지우) - LX그룹 황태자, 해외사업부 미주지사 사원 → 전략기획실장 → 상무이사 → 은소유의 남편, 최속초의 아빠
- 서도영(홍세현) : (아역 문우진) - 유명준, 홍백희의 친아들. LX그룹 전략기획실장 → 총괄사업본부장 → 대표이사 → 수감자[1] → 출소 → 공동 대표이사
- 황보미(명지윤) : (아역 이지완) - 아나운서, 최서준과 홍세현의 절친 (67회 하차)
- 방은희(홍백희) : 홍세현의 어머니, 성폭행 피해자, LX그룹 브랜드 전략 고문 → 사내이사 → 퇴직 → 수감자 → 농부

### 서준 가족
- 임채무(최진복) : LX그룹 회장 → 대표이사 해임 → 사내이사 임기만료
- 김광민(모태웅) : 최서형의 남편, 전 아이돌 그룹 블루드래곤의 멤버, 래퍼이자 비주얼 담당
- 이유진(최서형) : (아역 원윤서) - 최진복의 맏딸, 최서준의 큰누나, LX엔터테인먼트 대표 → 사회봉사자
- 문서연(최서경) : (아역 남윤서) - 최진복의 둘째 딸, 고정심의 딸(혼외자식)
- 원기준(방윤태) : 최서경 남편, LX그룹 부회장 → LX그룹 공동 대표이사
- 고하영(모은별) :  모태웅&최서형 딸
- 권지민(방예지) :  방윤태&백춘미 딸

### 소유 가족
- 추귀정(오금희) : † 은소유&은소담 엄마 → 65회 마지막 장면에서 낙상 사고를 당해 66회 첫 장면에서 사망
- 해인(은소담) : 은소유 여동생, 모은별 대리모

### 주변 인물
- 견미리(장미리) : (미리짱 혹은 짱미리) 역 - 한물간 배우, 최진복 회장의 계약 연애 상대 → 최진복의 아내
- 김보경(김채영) : LX엔터테인먼트 스타일리스트, 은소유의 절친
- 최백선(왕태복) : LX엔터테인먼트 소속 로드매니저
- 안지환(은재만) : 은소유&은소담 아버지, 비리로 인해 퇴직한 예능PD 출신, 천궁 의료기 사장 → 사기 피해자
- 민지영(방수경) : 은재만 두 번째 아내, 방윤태 동생, 최서경 시누이, 천궁 의료기 사장 → 사기 피해자
- 장정희(고명심 사장) : 최서경의 숨겨진 이모, 고정심 언니, 족발집 사업
- 김준환(김웅기) : 방예지의 골프 코치, 최서경의 불륜 상대

### 그 외 인물
- 최수린(백춘미) : 방예지 생모
- 이화선(윤정초 과장) : 홍백희의 수족 → 수감자
- 이창(이 팀장)
- 이훈성(황 팀장)
- 이해운(최진욱) : 파파라치
- 서인아(왕코디)
- 이민호(고 과장)
- 우찬(우 비서) : 방윤태 비서
- 박영수(의상실 사장)
- 강동엽(데이비드) : 백춘미 애인
- 황지현(강한나) : DH패션 외동딸, 도박중독자로 사기꾼.
- 정명준(유은성)
- 이원진(이 기자)
- 최범호(유명준) : 홍세현 생부, 과거 홍백희를 강간했던 성폭행범
- 아나스타샤(사기꾼 의사)
- 나석민(서준 간병인)
- 이정성(의사)
- 백현주(박막례) : 서형하고 같이 봉사하는 아주머니
- 최대호, 김시윤, 허수정, 표영주, 김윤미, 이현숙, 김진경, 승보윤, 방호병, 정세연, 정종우

### 특별 출연
- 오나미(톱스타 오나미)
- 윤유선(진복 처) :  최서형&최서준 어머니

## 시청률
아래의 파란색 숫자는 '최저 시청률'이고, 빨간색 숫자는 '최고 시청률'입니다. 시청률조사회사와 지역별로 시청률에 차이가 있을 수 있습니다. 
| 2018년  | 2018년    | 2018년         | 2018년         | 2018년       |
| 회차    | 방송일    | TNmS 시청률    | AGB 시청률     | AGB 시청률   |
| 회차    | 방송일    | 대한민국(전국) | 대한민국(전국) | 수도권(서울) |
| ------- | --------- | -------------- | -------------- | ------------ |
| 제1회   | 11월 26일 | 8.6%           | 6.9%           | 6.1%         |
| 제2회   | 11월 27일 | 8.2%           | 6.3%           | 5.3%         |
| 제3회   | 11월 28일 | 8.2%           | 6.3%           |              |
| 제4회   | 11월 29일 | 8.4%           | 6.5%           | 6.3%         |
| 제5회   | 11월 30일 |                | 2.5%           |              |
| 제6회   | 12월 3일  | 8.6%           | 7.4%           | 6.8%         |
| 제7회   | 12월 4일  | 8.0%           | 7.2%           | 6.5%         |
| 제8회   | 12월 5일  | 7.7%           | 7.0%           | 6.2%         |
| 제9회   | 12월 6일  | 8.7%           | 7.2%           | 6.8%         |
| 제10회  | 12월 7일  |                | 7.1%           | 6.6%         |
| 제11회  | 12월 10일 | 7.1%           | 6.7%           | 6.2%         |
| 제12회  | 12월 11일 | 8.0%           | 7.3%           | 7.0%         |
| 제13회  | 12월 12일 | 8.3%           | 6.9%           | 6.7%         |
| 제14회  | 12월 13일 | 8.6%           | 7.4%           | 7.1%         |
| 제15회  | 12월 14일 | 8.2%           | 7.1%           | 6.5%         |
| 제16회  | 12월 17일 | 7.9%           | 6.8%           | 6.1%         |
| 제17회  | 12월 18일 | 7.9%           | 7.1%           | 6.3%         |
| 제18회  | 12월 19일 | 7.5%           | 7.1%           | 7.0%         |
| 제19회  | 12월 20일 | 8.2%           | 7.6%           | 7.2%         |
| 제20회  | 12월 21일 | 8.0%           | 7.3%           | 6.8%         |
| 제21회  | 12월 24일 | 7.7%           | 7.1%           | 7.5%         |
| 제22회  | 12월 25일 | 6.7%           | 6.0%           |              |
| 제23회  | 12월 26일 | 8.2%           | 7.3%           | 6.7%         |
| 제24회  | 12월 27일 | 8.6%           | 7.5%           | 7.1%         |
| 제25회  | 12월 28일 | 9.1%           | 7.4%           | 6.7%         |
| 제26회  | 12월 31일 | 7.0%           | 6.5%           | 6.3%         |
| 2019년  |           |                |                |              |
| 제27회  | 1월 1일   |                | 5.1%           |              |
| 제28회  | 1월 2일   | 7.0%           | 6.0%           |              |
| 제29회  | 1월 3일   | 8.0%           | 7.6%           | 7.3%         |
| 제30회  | 1월 4일   | 7.9%           | 7.7%           | 7.4%         |
| 제31회  | 1월 7일   | 7.7%           | 7.1%           | 6.9%         |
| 제32회  | 1월 8일   |                | 6.8%           |              |
| 제33회  | 1월 9일   | 7.4%           | 6.6%           | 6.1%         |
| 제34회  | 1월 10일  | 8.2%           | 7.3%           | 6.5%         |
| 제35회  | 1월 11일  | 6.0%           | 5.2%           |              |
| 제36회  | 1월 14일  | 7.7%           | 7.2%           | 6.8%         |
| 제37회  | 1월 15일  | 7.4%           | 6.7%           |              |
| 제38회  | 1월 16일  | 7.7%           | 7.2%           | 6.6%         |
| 제39회  | 1월 17일  | 8.5%           | 7.2%           | 6.8%         |
| 제40회  | 1월 18일  | 7.9%           | 7.2%           | 7.0%         |
| 제41회  | 1월 21일  | 7.2%           | 6.9%           | 6.7%         |
| 제42회  | 1월 22일  | 7.9%           | 7.2%           | 6.7%         |
| 제43회  | 1월 23일  | 6.6%           | 6.3%           |              |
| 제44회  | 1월 24일  | 7.3%           | 6.8%           | 6.3%         |
| 제45회  | 1월 25일  | 7.5%           | 6.8%           | 5.9%         |
| 제46회  | 1월 28일  | 8.0%           | 6.7%           |              |
| 제47회  | 1월 29일  | 8.3%           | 6.5%           | 5.6%         |
| 제48회  | 1월 30일  | 7.3%           | 6.5%           | 6.7%         |
| 제49회  | 1월 31일  | 7.6%           | 6.9%           | 6.6%         |
| 제50회  | 2월 1일   | 8.4%           | 6.9%           | 6.0%         |
| 제51회  | 2월 4일   |                | 4.7%           |              |
| 제52회  | 2월 5일   |                | 2.7%           |              |
| 제53회  | 2월 6일   |                | 4.5%           |              |
| 제54회  | 2월 7일   | 7.6%           | 6.6%           | 6.5%         |
| 제55회  | 2월 8일   | 9.3%           | 6.8%           | 6.1%         |
| 제56회  | 2월 11일  | 8.0%           | 6.4%           | 5.6%         |
| 제57회  | 2월 12일  | 8.1%           | 6.8%           | 6.2%         |
| 제58회  | 2월 13일  | 7.6%           | 6.5%           | 6.0%         |
| 제59회  | 2월 14일  | 8.4%           | 6.5%           | 5.8%         |
| 제60회  | 2월 15일  | 7.6%           | 7.6%           | 6.7%         |
| 제61회  | 2월 18일  | 8.0%           | 6.0%           |              |
| 제62회  | 2월 19일  | 7.8%           | 6.3%           | 5.8%         |
| 제63회  | 2월 20일  | 7.3%           | 6.1%           | 5.6%         |
| 제64회  | 2월 21일  | 8.4%           | 7.1%           | 6.6%         |
| 제65회  | 2월 22일  | 8.2%           | 6.7%           | 6.2%         |
| 제66회  | 2월 25일  | 7.8%           | 7.1%           | 6.0%         |
| 제67회  | 2월 26일  | 7.8%           | 6.7%           | 6.4%         |
| 제68회  | 2월 27일  | 7.6%           | 6.5%           | 5.9%         |
| 제69회  | 3월 1일   | 6.7%           | 5.6%           |              |
| 제70회  | 3월 4일   | 8.3%           | 7.0%           | 6.6%         |
| 제71회  | 3월 5일   | 8.0%           | 6.8%           | 6.5%         |
| 제72회  | 3월 6일   | 7.8%           | 7.2%           | 6.8%         |
| 제73회  | 3월 7일   | 8.0%           | 7.5%           | 7.2%         |
| 제74회  | 3월 8일   | 8.7%           | 7.5%           | 7.2%         |
| 제75회  | 3월 11일  | 7.0%           | 6.6%           | 5.8%         |
| 제76회  | 3월 12일  | 8.5%           | 7.1%           | 6.9%         |
| 제77회  | 3월 13일  | 7.6%           | 6.7%           | 6.3%         |
| 제78회  | 3월 14일  | 8.6%           | 7.8%           | 7.5%         |
| 제79회  | 3월 15일  | 8.6%           | 6.8%           | 6.5%         |
| 제80회  | 3월 18일  | 8.2%           | 6.7%           | 6.6%         |
| 제81회  | 3월 19일  | 7.9%           | 7.0%           | 6.3%         |
| 제82회  | 3월 20일  | 7.6%           | 6.6%           | 6.0%         |
| 제83회  | 3월 21일  | 8.7%           | 7.5%           | 7.2%         |
| 제84회  | 3월 22일  | 8.7%           | 7.0%           | 6.4%         |
| 제85회  | 3월 25일  | 8.8%           | 6.7%           |              |
| 제86회  | 3월 26일  | 8.3%           | 7.1%           | 7.0%         |
| 제87회  | 3월 27일  | 7.8%           | 6.8%           | 6.4%         |
| 제88회  | 3월 28일  | 7.5%           | 7.6%           | 7.0%         |
| 제89회  | 3월 29일  | 8.1%           | 7.2%           | 6.8%         |
| 제90회  | 4월 1일   | 8.2%           | 7.2%           | 6.3%         |
| 제91회  | 4월 2일   | 8.2%           | 7.3%           | 7.2%         |
| 제92회  | 4월 3일   | 8.2%           | 7.1%           | 6.4%         |
| 제93회  | 4월 4일   | 8.5%           | 7.7%           | 7.0%         |
| 제94회  | 4월 8일   | 7.5%           | 7.2%           | 6.7%         |
| 제95회  | 4월 9일   | 7.5%           | 7.2%           | 7.0%         |
| 제96회  | 4월 10일  |                | 6.8%           | 6.2%         |
| 제97회  | 4월 11일  |                | 7.5%           | 7.4%         |
| 제98회  | 4월 12일  |                | 7.0%           | 6.6%         |
| 제99회  | 4월 15일  | 8.7%           | 7.1%           | 6.8%         |
| 제100회 | 4월 16일  | 7.8%           | 7.1%           | 6.8%         |
| 제101회 | 4월 17일  | 7.6%           | 7.2%           | 6.7%         |
| 제102회 | 4월 18일  | 7.3%           | 6.9%           | 6.2%         |
| 제103회 | 4월 19일  | 7.9%           | 7.7%           | 6.9%         |
| 제104회 | 4월 22일  | 8.2%           | 7.5%           | 6.9%         |
| 제105회 | 4월 23일  | 8.2%           | 7.0%           | 6.5%         |
| 제106회 | 4월 24일  | 7.8%           | 7.7%           | 7.3%         |
| 제107회 | 4월 25일  | 8.1%           | 7.9%           | 7.6%         |
| 제108회 | 4월 26일  | 9.2%           | 7.5%           | 7.3%         |
| 제109회 | 4월 29일  | 8.9%           | 6.8%           | 6.2%         |
| 제110회 | 4월 30일  | 8.3%           | 7.5%           | 6.8%         |
| 제111회 | 5월 1일   | 7.7%           | 6.9%           | 6.5%         |
| 제112회 | 5월 2일   |                | 7.7%           | 7.1%         |
| 제113회 | 5월 3일   | 8.5%           | 7.7%           | 7.4%         |
| 제114회 | 5월 6일   | 7.1%           | 6.4%           | 6.2%         |
| 제115회 | 5월 7일   | 7.7%           | 7.7%           | 7.4%         |
| 제116회 | 5월 8일   | 7.9%           | 7.2%           | 6.9%         |
| 제117회 | 5월 9일   | 7.5%           | 7.0%           | 6.4%         |
| 제118회 | 5월 10일  | 8.3%           | 7.4%           | 6.7%         |
| 제119회 | 5월 13일  | 7.7%           | 7.2%           | 6.8%         |
| 제120회 | 5월 14일  | 8.4%           | 7.7%           | 7.0%         |
| 제121회 | 5월 15일  | 7.7%           | 7.2%           | 6.3%         |
| 제122회 | 5월 16일  | 8.7%           | 7.2%           | 6.5%         |
| 제123회 | 5월 17일  | 8.6%           | 7.6%           | 6.9%         |

## 결방 사유 및 편성 변경 및 연장
- 2018년 11월 30일 : SBS 뉴스특보 남북철도 공동조사단 환송식 방송으로 오전 9시 35분으로 편성 변경 (5회)
- 2019년 2월 28일 : SBS 뉴스특보 제2차 북미정상회담-평화를 그리다 방송으로 결방
- 2019년 4월 5일 : SBS 뉴스특보 강원도 산불 진화 방송으로 결방
- 강남 스캔들 방영 분량이 120부작에서 3회 연장되어 123부작으로 변경 및 확정되었다.

## 수상 및 후보
| 연도 | 시상식       | 부문                              | 수상자 | 결과 |
| ---- | ------------ | --------------------------------- | ------ | ---- |
| 2019 | SBS 연기대상 | 장편드라마 부문 남자 최우수연기상 | 서도영 | 수상 |
| 2019 | SBS 연기대상 | 장편드라마 부문 여자 최우수연기상 | 신고은 | 후보 |

## 참고 사항
- 서도영과 박혜련 작가는 황홀한 이웃 이후 3년 5개월 만에 재회했으며, 두 사람 모두 3년 5개월 만에 SBS 아침연속극에 복귀했다.
- 신고은과 임윤호의 첫 주연작이다.
- 방은희, 임채무, 윤류해 PD는 당신은 선물 이후 2년 만에 재회했다.
- 황지현은 녹색마차 이후 9년 5개월 만에 SBS 아침연속극의 악역으로 출연했다.
- SBS 드라마플러스가 2009년 7월 SBS프로덕션의 제작사업부문을 합병하여 SBS 플러스로 출범한 뒤[4] 네 번째로 외주제작한 아침연속극으로, SBS 플러스는 해당 작품 이후 드라마 외주제작이 전무해졌다.